# Борріана (Кастельйон)
Борріана, Бурріана (валенс. Borriana, ісп. Burriana, офіційна назва Borriana/Burriana) — муніципалітет в Іспанії, у складі автономної спільноти Валенсія, у провінції Кастельйон. Населення — 34 896 осіб (2010).

## Географія
Муніципалітет розташований на відстані близько 310 км на схід від Мадрида, 11 км на південний захід від міста Кастельйон-де-ла-Плана.
На території муніципалітету розташовані такі населені пункти: (дані про населення за 2010 рік)
- Алькеріас-Санта-Барбара: 54 особи
- Алькеріас-Валенсія: 167 осіб
- Бурріана: 30404 особи
- Побладос-Марітімос: 4271 особа

## Демографія
Динаміка населення (INE ):